# 清流亭 (小牧市)

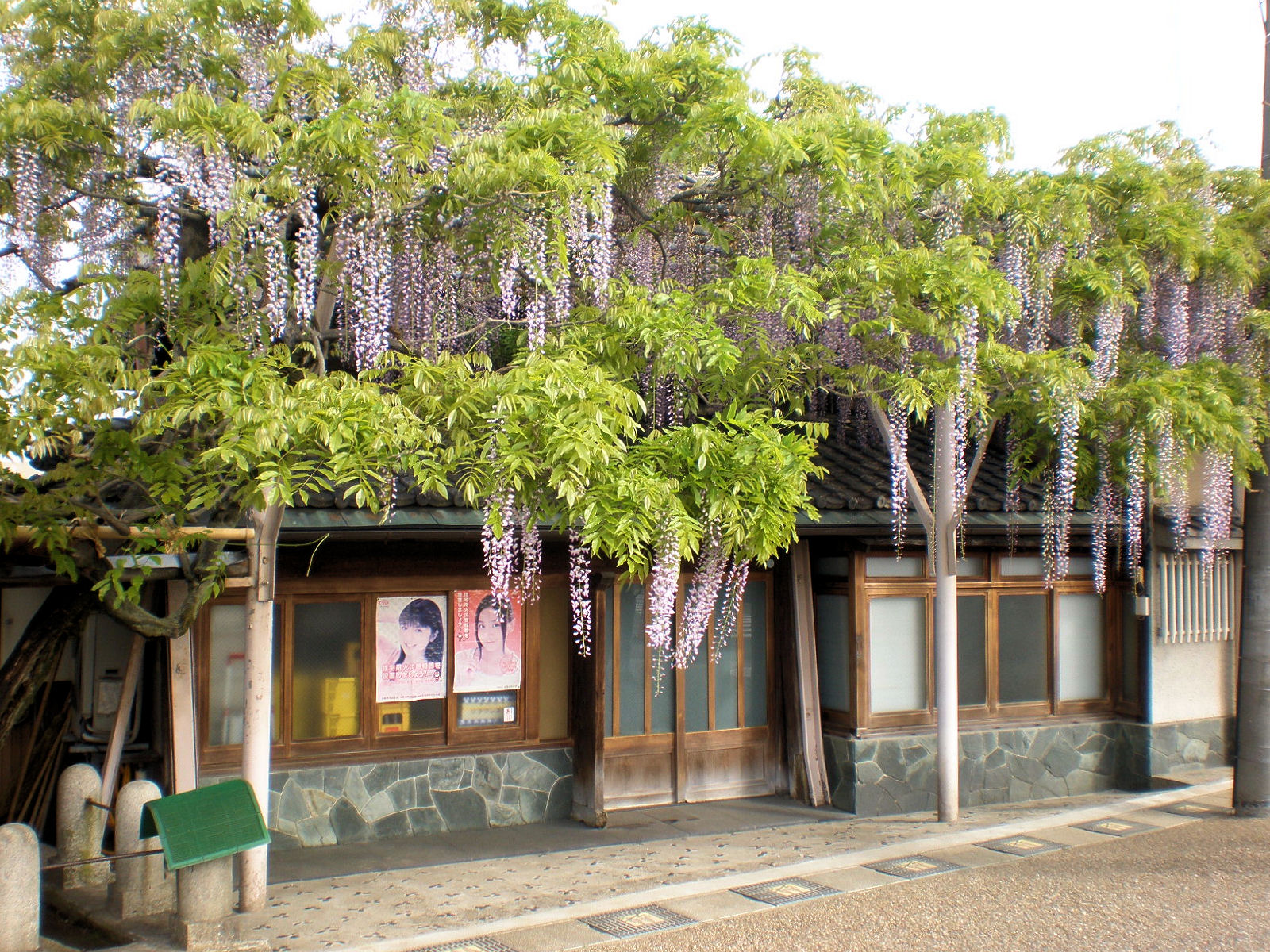
建物入口

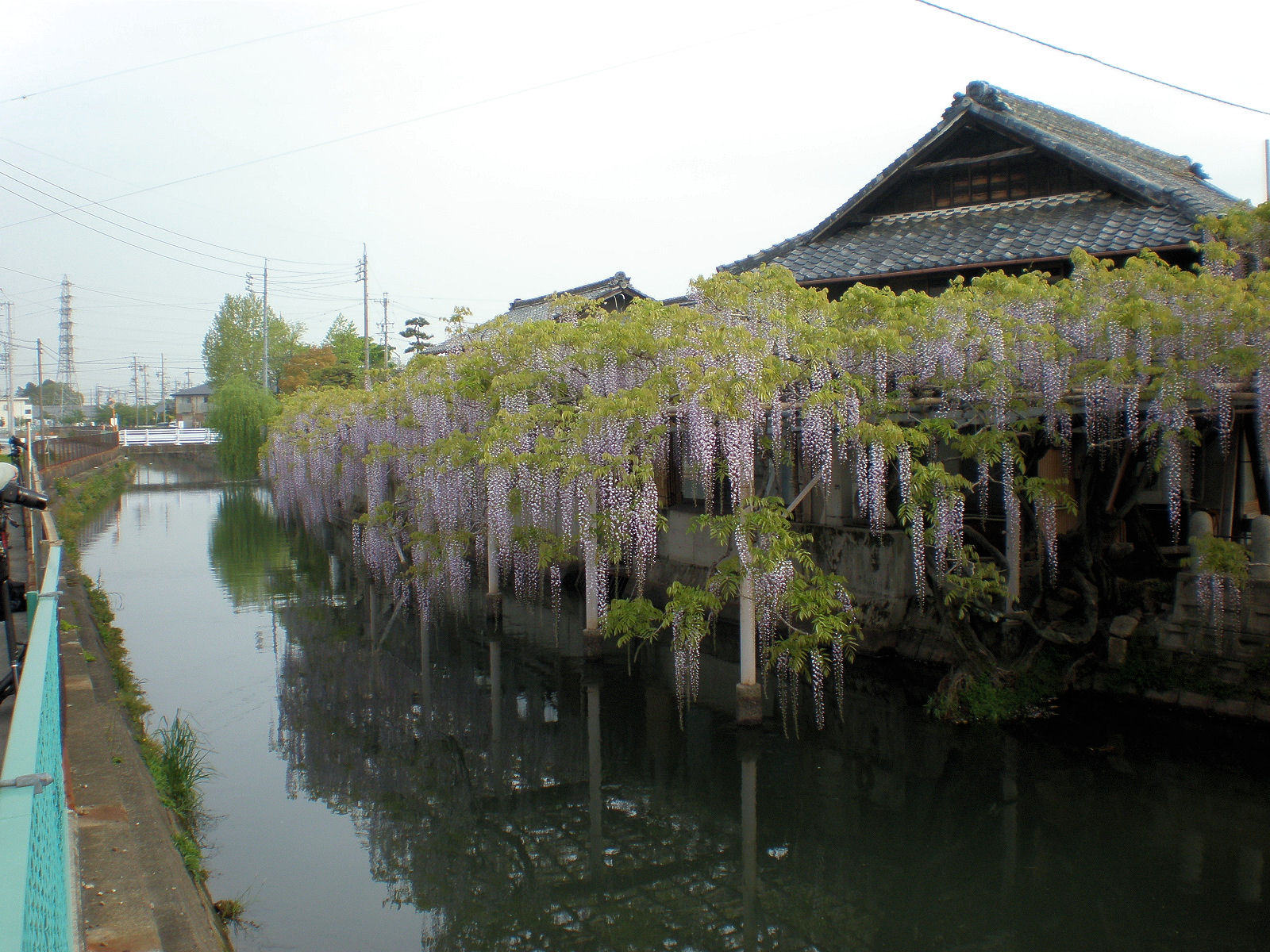
新木津用水と藤の花

清流亭（せいりゅうてい）は、愛知県小牧市にあった料亭である。敷地のすぐ横を新木津用水が流れる。元々は江戸時代に、平手柳左ヱ門によって始められた休憩所で、外郎（ういろう）を売っていたと伝えられている。その後持ち主が変わり、明治時代頃までは舟着場としても利用されていた。敷地内にある藤が有名で、愛知県の天然記念物に指定されている。現在建物は解体されその場所にはアパートが建っているが、「岩崎清流亭の藤」は保存されている。

## 藤（フジ）
清流亭内の新木津用水と旧国道（かつての木曽街道）に面する庭に植えられている藤。「岩崎清流亭の藤」などと呼ばれており、1961年（昭和36年）には愛知県の天然記念物に指定されている。
3本の幹から藤棚が作られていて、その面積は259.71m2。毎年4月下旬から5月にかけて、花を咲かせる。その際花房の長さは、最長で2m近くになるものもある。
この藤は元々、江戸時代に休憩所として清流亭を始めた平手柳左ヱ門が、岩崎山に住む兼松七左ヱ門からもらって育てたもの、と伝えられている。
近年は手が入っていない様子で、かなり伸びた状態になっていたものの、2023年に強剪定された。

## 歴史
- 1961年（昭和36年）3月30日 - 敷地内の藤が、県の天然記念物に指定される。

## 所在地
- 愛知県小牧市大字岩崎148番地

## 交通手段
- 名鉄小牧線の味岡駅下車、徒歩で約3分。
- こまき巡回バスの「味岡市民センター」停留所下車、徒歩で約5分。